# 京都府薬剤師会
一般社団法人京都府薬剤師会（いっぱんしゃだんほうじんきょうとふやくざいしかい、英称: Kyoto Pharmaceutical Association）は、京都府の薬剤師を会員とする法人。

## 本部所在地
〒605-0863 京都府京都市東山区東大路通五条上ル梅林町563 

## 郡市薬剤師会
- 上京支部
- 下京支部
- 中京支部
- 左京支部
- 右京支部
- 南支部
- 北支部
- 東山支部
- 山科支部
- 伏見支部
- 西京支部
- 乙訓支部
- 城南支部
- 綴喜支部
- 相楽支部
- 南丹支部
- 綾部支部
- 福知山支部
- 舞鶴支部
- 丹後支部
- 病院支部
- 官公庁支部
- 学校支部
- 製薬支部
- 卸支部
- その他支部
- 開局・開業支部
- 京都府病院薬剤師会

## 病院薬剤師会との統合
2010年に薬薬連携の高まりから全国に先駆け京都府病院薬剤師会と組織を統合した。